# Christopher Cross
Christopher Charles Geppert, mais conhecido como Christopher Cross (San Antonio, 3 de maio de 1951), é um músico compositor, guitarrista e cantor norte-americano. Cinco vezes premiado com o Grammy Awards, já vendeu em torno de vinte milhões de discos em todo o mundo. Seis milhões, somente do seu primeiro álbum de 1979. Ele cita como suas influências os Beach Boys e Joni Mitchell.

## Carreira
Ele começou nos anos 70, participando da banda de hard rock Flash. Nesta época Christopher era uma espécie de herói da guitarra no Texas, o que lhe valeu a oportunidade de substituir Ritchie Blackmore em um concerto do Deep Purple. Ritchie ficou gripado e não conseguia tocar, mas o produtor e a banda resolveram fazer o show com o jovem guitarrista local.
No final da década, porém, partiu para carreira individual, assinando, em 1979, um contrato com a Warner e lançando seu primeiro álbum solo em 1980. Com esse disco de estreia, ele ganhou cinco prêmios Grammy. Embora bem sucedido com a canção "Sailing", desse mesmo álbum, só alcançou sucesso internacional no ano seguinte, com a participação na trilha sonora do filme Arthur (estrelado por Liza Minnelli e Dudley Moore), com o tema "Arthur's Theme (Best That You Can Do)". Esta canção, composta com Burt Bacharach e Carole Bayer Sager, lhe valeu um Oscar de melhor canção.
Apesar de não lançar um disco com composições inéditas desde 1998, Christopher continua se apresentando esporadicamente pelo mundo. Em 2007 foi agraciado com uma estrela na Calçada da Fama da Música do Sul do Texas, em Corpus Christi. Em seu concerto nesse evento, ele contou que trabalhava em composições para a sua filha que iniciava a carreira musical, e pretende lançar um disco com versões em espanhol dos seus maiores sucessos.[carece de fontes?]

## Discografia
- Christopher Cross (1979)
- Another Page (1983)
- Every Turn of the World (1985)
- Back of My Mind (1988)
- Rendezvous (1992)
- The Best of Christopher Cross (1993)
- Window (1995)
- Walking in Avalon (1998)
- Greatest Hits Live (1999)
- Red Room (2000)
- The Very Best of Christopher Cross (2002)
- A Christopher Cross Christmas (2007)
- The Café Carlyle Sessions (2008)
- Doctor Faith (2011)
- A Night In Paris (2013)
- Secret Ladder (2014)
- Take Me As I Am (2017)